# Fotoproteína

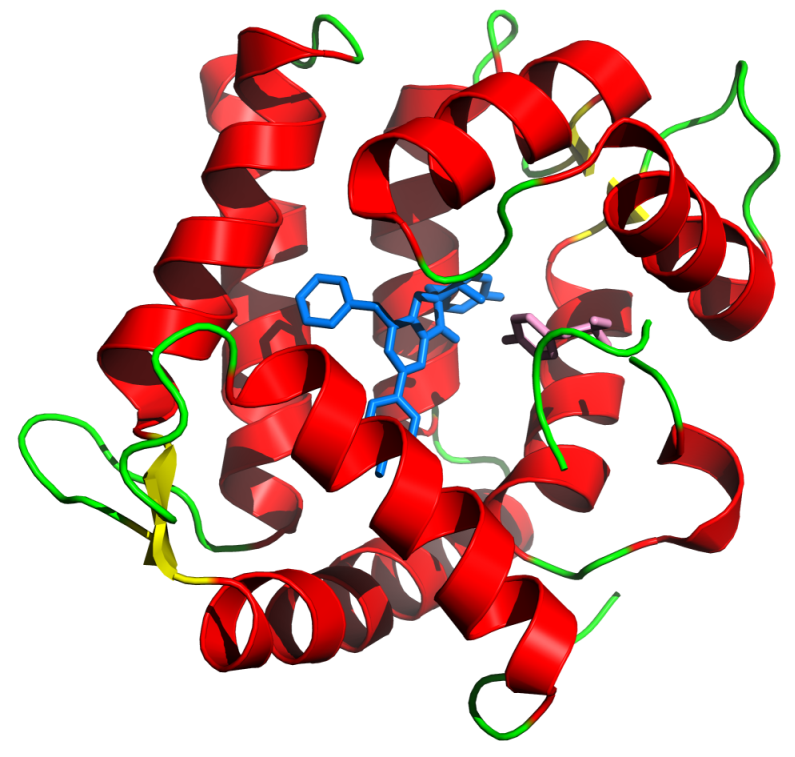
Diagrama de la cinta de Aequorina con el grupo prostético coelenteracina en azul

Las fotoproteínas son proteínas con capacidad de emisión de bioluminiscencia  y las cuales se obtienen de organismos con tal capacidad. Estas proteínas no actúan bajo el esquema típico que presenta la reacción luciferina-luciferasa, es decir la reacción típica enzima-sustrato el mecanismo de acción de dichas proteínas es mediante la formación de un complejo con moléculas de tipo luciferinas, tales complejos luciferina-fotoproteína se activan en presencia de factores como Ca2+. Un ejemplo de este tipo complejos luciferina-fotoproteína lo es la aequorina producidas por las medusas de género Aequorea.
El término fue utilizado por primera vez para describir la inusual química del sistema luminiscente de Chaetopterus.